# Canton de La Clayette

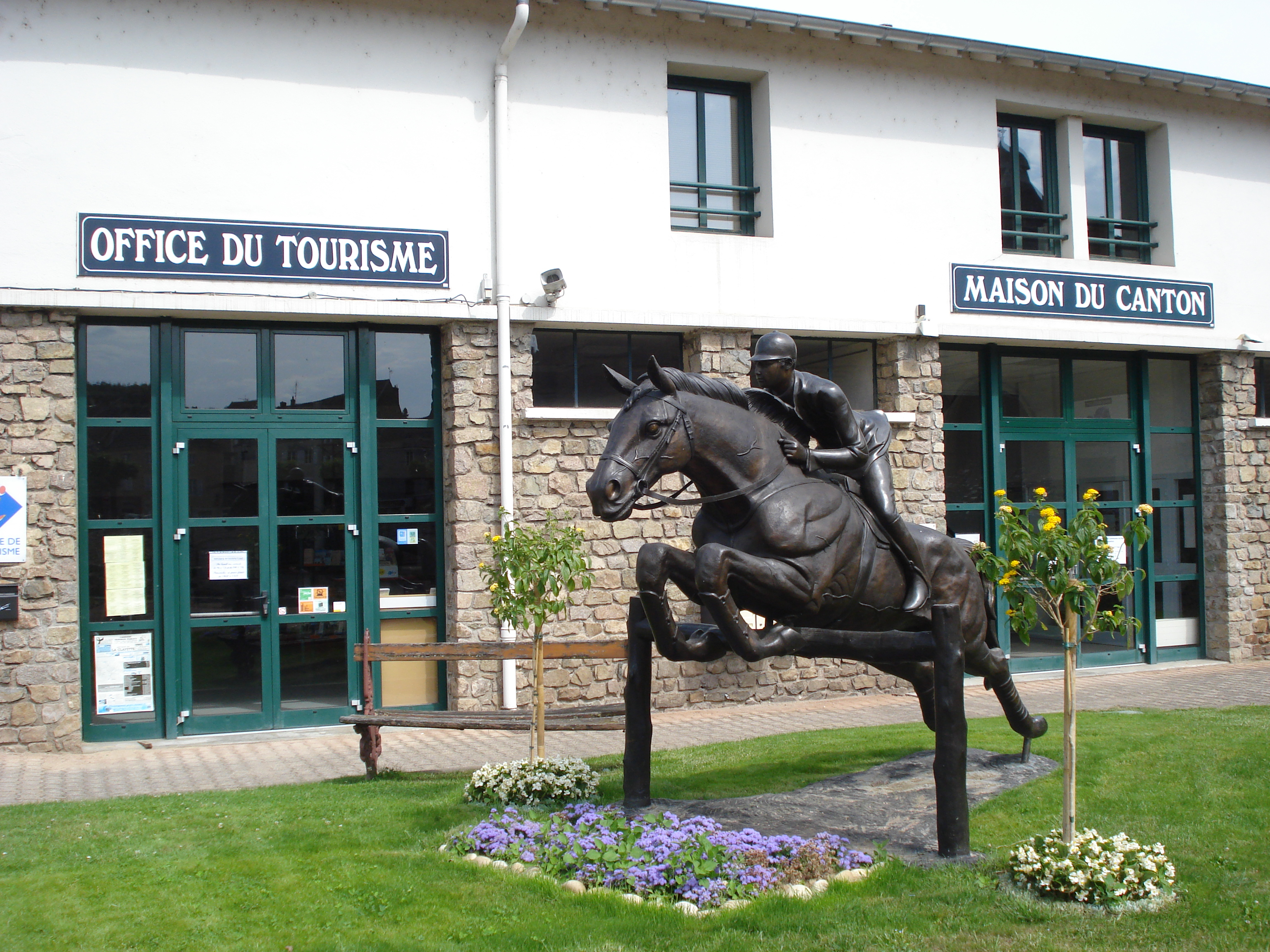
Maison du Canton à La Clayette

Le canton de La Clayette est un ancien canton français situé dans le département de Saône-et-Loire et la région Bourgogne-Franche-Comté.

## Géographie
Ce canton était organisé autour de La Clayette dans l'arrondissement de Charolles. Son altitude variait de 288 m (Dyo) à 728 m (Saint-Racho) pour une altitude moyenne de 396 m.

## Histoire
- De 1833 à 1848, les cantons de Chauffailles et de La Clayette avaient le même conseiller général. Le nombre de conseillers généraux était limité à 30 par département.

## Représentation

### Conseillers d'arrondissement (de 1833 à 1940)
| Période                                  | Période          | Identité                                                 | Étiquette    | Qualité |
| ---------------------------------------- | ---------------- | -------------------------------------------------------- | ------------ | --- |
| 1833                                     | 1838 (décès)     | Claude Jacquier                                          |              | Notaire à Gibles                                                                                            |
| 1838                                     | 1854 (décès)     | Joseph François Jacquier (1788-1854, fils de C.Jacquier) |              | Médecin militaire à La Clayette                                                                             |
| 1854                                     | 1861             | Jean Joseph Couet                                        |              | Notaire à La Clayette                                                                                       |
| 1861                                     | 1870             | François Antoine Jacquier                                |              | Notaire à La Clayette                                                                                       |
| 1870                                     | 1877 (démission) | Charles-François Jacquier (1845-1928)                    | Conservateur | Bâtonnier de l'Ordre des avocats de Lyon, propriétaire à La Clayette, Chevalier de Saint-Grégoire-le-Grand  |
| 1877                                     | 1884 (décès)     | Joseph Robin (1816-1884)                                 | Conservateur | Architecte, entrepreneur de travaux publics, maire de Saint-Laurent-en-Brionnais                            |
| 1884                                     | 1907             | Jean-Claude Vouillon                                     | Libéral      | Entrepreneur, maire de Baudemont                                                                            |
| 22 sept. 1907                            | 1910             | Antoine Laurent Ducarre (1853-1923)                      |              | Emboucheur, maire de Saint-Laurent-en-Brionnais                                                             |
| 1910                                     | 1913             | Joseph Faisant                                           | Radical      | Propriétaire et publiciste, maire de La Clayette                                                            |
| 1913                                     | 1928             | M. Grandjean                                             | Radical      | Général commandant la 29ème brigade d'infanterie de Mâcon, maire de La Chapelle-sous-Dun                    |
| 1928                                     | 1940             | Henry Coppéré (1878-1971)                                | Républicain  | Médecin à La Clayette                                                                                       |
| 1940                                     |                  |                                                          |              | Les conseils d'arrondissement ont été suspendus par la loi du 12 octobre 1940 et n'ont jamais été réactivés |
| Les données manquantes sont à compléter. |                  |                                                          |              | |

### Conseillers généraux de 1833 à 2015
| Période | Période           | Identité                                             | Étiquette              | Qualité |
| ------- | ----------------- | ---------------------------------------------------- | ---------------------- | --- |
| 1833    | 1837 (démission)  | Marquis Étienne-Gilbert de Drée                      | Centre gauche          | Propriétaire à Curbigny Député (1815, 1828-1837) |
| 1837    | 1852              | Augustin Lacroix                                     | Républicain Socialiste | Maire de La Clayette Député (1842-1846, 1848-1849, 1869-1870)                                                                                                 |
| 1852    | 1863 (décès)      | Jean Claude Mommessin                                |                        | Marchand de bétail et emboucheur Maire de Saint-Laurent-en-Brionnais                                                                                          |
| 1863    | 1875 (décès)      | Augustin Lacroix                                     | Centre droit           | Propriétaire, adjoint au Maire de La Clayette Député (1842-1846, 1848-1849, 1869-1870)                                                                        |
| 1875    | 1907              | Philibert Lombard de Buffières Comte de Rambuteau    | Droite                 | Ancien Préfet et membre du Conseil d'État, Bois-Sainte-Marie                                                                                                  |
| 1907    | 1913              | Jean-Claude Vouillon                                 | Droite                 | Entrepreneur, maire de Baudemont, conseiller d'arrondissement                                                                                                 |
| 1913    | 1925              | Joseph Faisant                                       | Rad.                   | Propriétaire et publiciste Maire de La Clayette (1908-1926), conseiller d'arrondissement Député (1914-1926)                                                   |
| 1925    | 1940              | Comte Alméric de Buffières de Rambuteau (1890-1944)  | Républicain modéré     | Propriétaire à Ozolles Maire de Bois-Sainte-Marie Membre de la Commission administrative de Saône-et-Loire (1941-1942) Nommé conseiller départemental en 1942 |
|         |                   |                                                      |                        | |
| 1945    | 1955              | Amélie de Rambuteau (1900-1987, épouse du précédent) | DVD puis RPF           | Propriétaire Maire de Bois-Sainte-Marie (1945-1953) Vice-Présidente du Conseil Général Première femme élue conseillère générale en Saône-et-Loire             |
| 1955    | 1985              | Philibert de Rambuteau (fils des précédents)         | RPF puis RI puis UDF   | Maire de Bois-Sainte-Marie |
| 1985    | 1993 (annulation) | Jean Collaudin                                       | DVD                    | Agriculteur Maire de La Clayette |
| 1993    | 2015              | Alain Gautheron                                      | UDF puis UMP           | Patron de carrosserie Maire de Varennes-sous-Dun jusqu'en 2014 Président de la Communauté de communes du pays clayettois                                      |

## Composition
Le canton de Clayette regroupait 18 communes et comptait 7 608 habitants (recensement de 1999 sans doubles comptes).
| Communes                         | Population (2012) | Code postal | Code Insee |
| -------------------------------- | ----------------- | ----------- | ---------- |
| Amanzé                           | 203               | 71800       | 71006      |
| Baudemont                        | 708               | 71800       | 71022      |
| Bois-Sainte-Marie                | 215               | 71800       | 71041      |
| La Chapelle-sous-Dun             | 460               | 71800       | 71095      |
| Châtenay                         | 166               | 71800       | 71116      |
| La Clayette                      | 2 069             | 71800       | 71133      |
| Colombier-en-Brionnais           | 235               | 71800       | 71141      |
| Curbigny                         | 313               | 71800       | 71160      |
| Dyo                              | 327               | 71800       | 71185      |
| Gibles                           | 608               | 71800       | 71218      |
| Ouroux-sous-le-Bois-Sainte-Marie | 70                | 71800       | 71335      |
| Saint-Germain-en-Brionnais       | 171               | 71800       | 71421      |
| Saint-Laurent-en-Brionnais       | 422               | 71800       | 71437      |
| Saint-Racho                      | 188               | 71800       | 71473      |
| Saint-Symphorien-des-Bois        | 409               | 71800       | 71483      |
| Vareilles                        | 216               | 71800       | 71553      |
| Varennes-sous-Dun                | 613               | 71800       | 71559      |
| Vauban                           | 215               | 71800       | 71561      |

## Démographie
| 1962  | 1968  | 1975  | 1982  | 1990  | 1999  | 2009  |
| ----- | ----- | ----- | ----- | ----- | ----- | ----- |
| 8 107 | 8 842 | 9 062 | 8 684 | 8 090 | 7 608 | 7 387 |